# Revolution Is My Name
Revolution Is My Name è un singolo del gruppo musicale statunitense Pantera, il primo estratto dal nono album in studio Reinventing the Steel del 2000.

## Descrizione
Revolution Is My Name è stata nominata al Grammy Award alla miglior interpretazione metal nel 2001, premio che è poi andato ai Deftones con il brano Elite. Viene comunque nominata come migliore canzone del 2001 dai lettori di Metal Edge.

## Video musicale
Il video ufficiale del brano è stato diretto da Jim Van Bebber.

## Classifiche
| Classifica (2000)             | Posizione massima |
| ----------------------------- | ----------------- |
| Stati Uniti (mainstream rock) | 28                |